# Ніколає-Белческу (Коцушка, Ботошань)
Ніколає-Белческу (рум. Nicolae Bălcescu) — село у повіті Ботошані в Румунії. Входить до складу комуни Коцушка.
Село розташоване на відстані 411 км на північ від Бухареста, 40 км на північ від Ботошань, 121 км на північний захід від Ясс.

## Населення
За даними перепису населення 2002 року у селі проживали 29 осіб, усі — румуни. Усі жителі села рідною мовою назвали румунську.